# Eishockey-Weltmeisterschaft der U18-Junioren 2021
Die Eishockey-Weltmeisterschaft der U18-Junioren 2021 war die 22. Austragung der Weltmeisterschaft in der Altersklasse der Unter-Achtzehnjährigen (U18) durch die Internationale Eishockey-Föderation IIHF. Das Turnier der Top-Division fand vom 26. April bis 6. Mai 2021 in der Dallas-Fort-Worth-Metropolregion statt. Die Turniere der Divisionen I bis III wurden wegen der COVID-19-Pandemie abgesagt.
Der Weltmeister wurde zum vierten Mal die kanadische Mannschaft, die Russland im Finale mit 5:3 bezwingen konnte. Den dritten Rang belegte die Auswahl Schwedens, die sich mit 8:0 gegen den skandinavischen Nachbarn Finnland durchsetzte. Die deutschen Mannschaft belegte nach dem Aufstieg vor zwei Jahren den zehnten und letzten Platz in der Top-Division, blieb aber dennoch erstklassig. Das Schweizer Team beendete das Turnier auf dem achten Rang. Österreich nahm aufgrund der Absage der unteren Divisionen nicht an der Weltmeisterschaft teil.

## Teilnehmer, Austragungsorte und -zeiträume
Im Vorjahr musste die IIHF die Turniere der U18-Weltmeisterschaft auf Grund der COVID-19-Pandemie ihm März 2020 absagen, nachdem bereits Ende Januar das Turnier der Division II Gruppe B von der chinesischen Hafenstadt Tianjin in die bulgarischen Landeshauptstadt Sofia verlegt worden war. Die Teilnehmerlisten ergaben sich daher aus den Platzierungen der WM 2019. Im Juni 2020 vergab die IIHF die Turniere 2021 an die Gastgeber des Vorjahres, wobei die Division II Gruppe B weiterhin in Sofia stattfindet. Das Turnier der Top-Division wurde wie im Vorjahr geplant an die USA vergeben. Ursprünglich war das Turnier für den 15. bis 25. April 2021 in Plymouth und Ann Arbor in Michigan, USA geplant. Anfang Februar beschloss die IIHF, das Turnier um zwei Wochen zu verschieben und in Frisco sowie Plano in Texas auszutragen.
- Top-Division: 26. April bis 6. Mai 2021 in Frisco und Plano in Texas, USA
Teilnehmer:  Belarus,  Deutschland (Aufsteiger),  Finnland,  Kanada,  Lettland,  Russland,  Schweden (Titelverteidiger),  Schweiz,  Tschechien,  USA (Gastgeber)

### Abgesagte Turniere
- Division I
  - Gruppe A: geplant für 5. bis 11. April 2021 in Spišská Nová Ves, Slowakei
Teilnehmer:  Dänemark,  Frankreich,  Japan (Aufsteiger),  Kasachstan,  Norwegen,  Slowakei (Absteiger)
  - Gruppe B: geplant für 18. bis 25. April 2021 in Asiago, Italien
Teilnehmer:  Italien,  Österreich,  Polen (Aufsteiger),  Slowenien,  Ukraine (Absteiger),  Ungarn

- Division II
  - Gruppe A: geplant für 4. bis 10. April 2021 in Tallinn, Estland
Teilnehmer:  Estland,  Großbritannien (Absteiger),  Litauen,  Rumänien,  Serbien (Aufsteiger),  Südkorea
  - Gruppe B: geplant für 21. bis 27. März 2021 in Sofia, Bulgarien
Teilnehmer:  Australien,  Bulgarien (Aufsteiger),  Volksrepublik China,  Kroatien,  Niederlande,  Spanien (Absteiger)

- Division III:
  - Gruppe A: geplant für 29. März bis 4. April 2021 in Istanbul, Türkei
Teilnehmer:  Belgien (Absteiger),  Republik China (Taiwan) (Aufsteiger),  Island,  Israel,  Mexiko,  Türkei
  - Gruppe B: geplant für 27. März bis 3. April 2021 in Kockelscheuer, Luxemburg
Teilnehmer:  Bosnien und Herzegowina (erste Teilnahme seit 2005),  Hongkong,  Kirgisistan (Neuling),  Luxemburg,  Neuseeland (Absteiger),  Südafrika

## Top-Division
Die U18-Weltmeisterschaft wurde vom 26. April bis 6. Mai 2021 in den US-amerikanischen Städten Frisco und Plano in der Region Dallas-Fort-Worth im Bundesstaat Texas ausgetragen. Die Austragung erfolgte durch den US-amerikanischen Eishockeyverband USA Hockey in Zusammenarbeit mit dem NHL-Franchise Dallas Stars. Gespielt wurde im Comerica Center in Frisco, dem Trainingsstadion der Dallas Stars, mit einer Kapazität von 3.500 Plätzen und im 150 Zuschauer fassenden Children’s Health StarCenter in Plano.
Am Turnier nahmen zehn Nationalmannschaften teil, die in zwei Gruppen zu je fünf Teams spielten. Dabei setzten sich die beiden Gruppen nach den Platzierungen der Nationalmannschaften bei der Weltmeisterschaft 2019 nach folgendem Schlüssel zusammen:
| Gruppe A     | Gruppe B         |
| ------------ | ---------------- |
| Schweden (1) | Russland (2)     |
| Kanada (4)   | USA (3)          |
| Belarus (5)  | Tschechien (6)   |
| Lettland (8) | Finnland (7)     |
| Schweiz (9)  | Deutschland (11) |

Der Weltmeister wurde zum vierten Mal überhaupt die kanadische Mannschaft, die Russland im Finale mit 5:3 bezwingen konnte. Den dritten Rang belegte Titelverteidiger Schweden, die sich mit 8:0 gegen Finnland durchsetzte.

### Modus
Der Modus ist seit der Weltmeisterschaft 2013 unverändert. Nach den Gruppenspielen der Vorrunde qualifizierten sich die vier Gruppenbesten für das Viertelfinale. Der Abstieg wurde für dieses Jahr ausgesetzt. Die Platzierungsspiele um Platz sieben und fünf entfallen ebenso.

### Austragungsorte
| Frisco |

| Plano |

| Frisco |

| Plano |

### Vorrunde

#### Gruppe A
| 26. April 2021 16:00 Uhr (Ortszeit) | 26. April 2021 23:00 Uhr (MESZ) | Belarus | 1:5 (0:1, 1:2, 0:2) Spielbericht | Schweden | Children’s Health StarCenter, Plano Zuschauer: 150 |

| 26. April 2021 20:00 Uhr | 27. April 2021 3:00 Uhr | Lettland | 2:4 (0:2, 2:2, 0:0) Spielbericht | Schweiz | Children’s Health StarCenter, Plano Zuschauer: 150 |

| 27. April 2021 16:00 Uhr | 27. April 2021 23:00 Uhr | Schweiz | 1:7 (0:1, 1:3, 0:3) Spielbericht | Belarus | Children’s Health StarCenter, Plano Zuschauer: 150 |

| 27. April 2021 20:00 Uhr | 28. April 2021 3:00 Uhr | Schweden | 1:12 (0:4, 0:4, 1:4) Spielbericht | Kanada | Children’s Health StarCenter, Plano Zuschauer: 150 |

| 28. April 2021 20:00 Uhr | 29. April 2021 3:00 Uhr | Kanada | 4:2 (0:0, 2:1, 2:1) Spielbericht | Lettland | Children’s Health StarCenter, Plano Zuschauer: 150 |

| 29. April 2021 16:00 Uhr | 29. April 2021 23:00 Uhr | Schweden | 3:1 (0:0, 3:1, 0:0) Spielbericht | Schweiz | Children’s Health StarCenter, Plano Zuschauer: 150 |

| 29. April 2021 20:00 Uhr | 30. April 2021 3:00 Uhr | Belarus | 6:2 (1:0, 3:1, 2:1) Spielbericht | Lettland | Children’s Health StarCenter, Plano Zuschauer: 150 |

| 30. April 2021 20:00 Uhr | 1. Mai 2021 3:00 Uhr | Schweiz | 0:7 (0:1, 0:1, 0:5) Spielbericht | Kanada | Children’s Health StarCenter, Plano Zuschauer: 150 |

| 1. Mai 2021 16:00 Uhr | 1. Mai 2021 23:00 Uhr | Lettland | 0:7 (0:1, 0:1, 0:5) Spielbericht | Schweden | Children’s Health StarCenter, Plano Zuschauer: 150 |

| 1. Mai 2021 20:00 Uhr | 2. Mai 2021 3:00 Uhr | Kanada | 5:2 (2:0, 2:1, 1:1) Spielbericht | Belarus | Children’s Health StarCenter, Plano Zuschauer: 150 |

| Pl. |          | Sp | S | OTS | OTN | N | Tore  | Punkte |
| --- | -------- | -- | - | --- | --- | - | ----- | ------ |
| 1.  | Kanada   | 4  | 4 | 0   | 0   | 0 | 28:05 | 12     |
| 2.  | Schweden | 4  | 3 | 0   | 0   | 1 | 16:14 | 9      |
| 3.  | Belarus  | 4  | 2 | 0   | 0   | 2 | 16:13 | 6      |
| 4.  | Schweiz  | 4  | 1 | 0   | 0   | 3 | 06:19 | 3      |
| 5.  | Lettland | 4  | 0 | 0   | 0   | 4 | 06:21 | 0      |

Abkürzungen: Pl. = Platz, Sp = Spiele, S = Siege, OTS = Siege nach Verlängerung (Overtime) oder Penaltyschießen, OTN = Niederlagen nach Verlängerung oder Penaltyschießen, N = Niederlagen

Erläuterungen: Viertelfinalqualifikant

#### Gruppe B
| 26. April 2021 16:00 Uhr (Ortszeit) | 26. April 2021 23:00 Uhr (MESZ) | Tschechien | 3:1 (0:0, 2:0, 1:1) Spielbericht | Deutschland | Comerica Center, Frisco Zuschauer: 1.400 |

| 26. April 2021 20:00 Uhr | 27. April 2021 3:00 Uhr | Russland | 7:6 n. V. (1:3, 4:3, 1:0, 1:0) Spielbericht | USA | Comerica Center, Frisco Zuschauer: 1.400 |

| 27. April 2021 16:00 Uhr | 27. April 2021 23:00 Uhr | Finnland | 4:3 n. P. (0:1, 1:2, 2:0, 0:0, 1:0) Spielbericht | Russland | Comerica Center, Frisco Zuschauer: 806 |

| 27. April 2021 20:00 Uhr | 28. April 2021 3:00 Uhr | Deutschland | 3:5 (1:2, 1:1, 1:2) Spielbericht | USA | Comerica Center, Frisco Zuschauer: 826 |

| 28. April 2021 20:00 Uhr | 29. April 2021 3:00 Uhr | Tschechien | 5:6 (2:1, 1:2, 2:3) Spielbericht | Finnland | Comerica Center, Frisco Zuschauer: 402 |

| 29. April 2021 16:00 Uhr | 29. April 2021 23:00 Uhr | Deutschland | 1:6 (0:1, 0:3, 1:2) Spielbericht | Russland | Comerica Center, Frisco Zuschauer: 1.663 |

| 29. April 2021 20:00 Uhr | 30. April 2021 3:00 Uhr | USA | 2:1 n. P. (0:1, 0:0, 1:0, 0:0, 1:0) Spielbericht | Tschechien | Comerica Center, Frisco Zuschauer: 1.740 |

| 30. April 2021 20:00 Uhr | 1. Mai 2021 3:00 Uhr | Finnland | 10:0 (5:0, 3:0, 2:0) Spielbericht | Deutschland | Comerica Center, Frisco Zuschauer: 772 |

| 1. Mai 2021 16:00 Uhr | 1. Mai 2021 23:00 Uhr | Russland | 11:1 (3:0, 3:1, 5:0) Spielbericht | Tschechien | Comerica Center, Frisco Zuschauer: 1.989 |

| 1. Mai 2021 20:00 Uhr | 2. Mai 2021 3:00 Uhr | USA | 5:4 n. V. (1:2, 2:0, 1:2, 1:0) Spielbericht | Finnland | Comerica Center, Frisco Zuschauer: 2.057 |

| Pl. |             | Sp | S | OTS | OTN | N | Tore  | Punkte |
| --- | ----------- | -- | - | --- | --- | - | ----- | ------ |
| 1.  | Finnland    | 4  | 2 | 1   | 1   | 0 | 24:13 | 9      |
| 2.  | Russland    | 4  | 2 | 1   | 1   | 0 | 27:12 | 9      |
| 3.  | USA         | 4  | 1 | 2   | 1   | 0 | 18:15 | 8      |
| 4.  | Tschechien  | 4  | 1 | 0   | 1   | 2 | 10:20 | 4      |
| 5.  | Deutschland | 4  | 0 | 0   | 0   | 4 | 05:24 | 0      |

Abkürzungen: Pl. = Platz, Sp = Spiele, S = Siege, OTS = Siege nach Verlängerung (Overtime) oder Penaltyschießen, OTN = Niederlagen nach Verlängerung oder Penaltyschießen, N = Niederlagen

Erläuterungen: Viertelfinalqualifikant

### Finalrunde
|  | Viertelfinale | Viertelfinale | Viertelfinale |  |  | Halbfinale | Halbfinale | Halbfinale |  |  | Finale           | Finale           | Finale           |
|  |               |               |               |  |  |            |            |            |  |  |                  |                  |                  |
|  | A1            | Kanada        | 10            |  |  |            |            |            |  |  |                  |                  |                  |
|  | B4            | Tschechien    | 3             |  |  |            |            |            |  |  |                  |                  |                  |
|  |               |               |               |  |  | A1         | Kanada     | 8          |  |  |                  |                  |                  |
|  |               |               |               |  |  | B2         | Schweden   | 1          |  |  |                  |                  |                  |
|  | B2            | Schweden      | 5             |  |  |            |            |            |  |  |                  |                  |                  |
|  | A3            | USA           | 2             |  |  |            |            |            |  |  |                  |                  |                  |
|  |               |               |               |  |  |            |            |            |  |  | A1               | Kanada           | 5                |
|  |               |               |               |  |  |            |            |            |  |  | A2               | Russland         | 3                |
|  | B1            | Finnland      | 2             |  |  |            |            |            |  |  |                  |                  |                  |
|  | A4            | Schweiz       | 0             |  |  |            |            |            |  |  |                  |                  |                  |
|  |               |               |               |  |  | B1         | Finnland   | 5          |  |  |                  |                  |                  |
|  |               |               |               |  |  | A2         | Russland   | 6          |  |  | Spiel um Platz 3 | Spiel um Platz 3 | Spiel um Platz 3 |
|  | A2            | Russland      | 5             |  |  |            |            |            |  |  | B1               | Finnland         | 0                |
|  | B3            | Belarus       | 2             |  |  |            |            |            |  |  | B2               | Schweden         | 8                |

#### Viertelfinale
| 3. Mai 2021 12:30 Uhr | 3. Mai 2021 19:30 Uhr | Russland | 5:2 (2:0, 1:2, 2:0) Spielbericht | Belarus | Children’s Health StarCenter, Plano Zuschauer: 150 |

| 3. Mai 2021 15:00 Uhr | 3. Mai 2021 22:00 Uhr | Kanada | 10:3 (4:1, 2:1, 4:1) Spielbericht | Tschechien | Comerica Center, Frisco Zuschauer: 724 |

| 3. Mai 2021 17:30 Uhr | 4. Mai 2021 0:30 Uhr | Finnland | 2:0 (0:0, 1:0, 1:0) Spielbericht | Schweiz | Children’s Health StarCenter, Plano Zuschauer: 150 |

| 3. Mai 2021 20:00 Uhr | 4. Mai 2021 3:00 Uhr | Schweden | 5:2 (1:0, 1:1, 3:1) Spielbericht | USA | Comerica Center, Frisco Zuschauer: 1.042 |

#### Halbfinale
| 5. Mai 2021 16:00 Uhr | 5. Mai 2021 23:00 Uhr | Kanada | 8:1 (0:0, 2:1, 6:0) Spielbericht | Schweden | Comerica Center, Frisco Zuschauer: 574 |

| 5. Mai 2021 20:00 Uhr | 6. Mai 2021 3:00 Uhr | Finnland | 5:6 (2:2, 0:2, 3:2) Spielbericht | Russland | Comerica Center, Frisco Zuschauer: 819 |

#### Spiel um Platz 3
| 6. Mai 2021 16:00 Uhr | 6. Mai 2021 23:00 Uhr | Finnland | 0:8 (0:2, 0:2, 0:4) Spielbericht | Schweden | Comerica Center, Frisco Zuschauer: 902 |

#### Finale
| 6. Mai 2021 20:00 Uhr | 7. Mai 2021 3:00 Uhr | Kanada | 5:3 (2:2, 2:0, 1:1) Spielbericht | Russland | Comerica Center, Frisco Zuschauer: 2.122 |

### Statistik

#### Beste Scorer
Abkürzungen: Sp = Spiele, T = Tore, V = Assists, Pkt = Punkte, +/− = Plus/Minus, SM = Strafminuten; Fett: Turnierbestwert
| Spieler            | Team     | Sp | T  | V | Pkt | +/− | SM |
| ------------------ | -------- | -- | -- | - | --- | --- | -- |
| Matwei Mitschkow   | Russland | 7  | 12 | 4 | 16  | +7  | 4  |
| Shane Wright       | Kanada   | 5  | 9  | 5 | 14  | +12 | 2  |
| Connor Bedard      | Kanada   | 7  | 7  | 7 | 14  | +12 | 2  |
| Nikita Tschibrikow | Russland | 7  | 4  | 9 | 13  | +7  | 14 |
| Mason McTavish     | Kanada   | 7  | 5  | 6 | 11  | +10 | 10 |
| Samu Tuomaala      | Finnland | 7  | 5  | 6 | 11  | ±0  | 0  |
| Francesco Pinelli  | Kanada   | 7  | 4  | 7 | 11  | +8  | 0  |
| Danila Jurow       | Russland | 7  | 4  | 7 | 11  | +4  | 2  |
| Ville Koivunen     | Finnland | 7  | 4  | 6 | 10  | −2  | 0  |
| Fjodor Swetschkow  | Russland | 7  | 4  | 6 | 10  | +4  | 4  |

#### Beste Torhüter
Abkürzungen: Sp = Spiele, Min = Eiszeit (in Minuten), SaT = Schüsse aufs Tor, GT = Gegentore, Sv% = gehaltene Schüsse (in %), GTS = Gegentorschnitt, SO = Shutouts; Fett: Turnierbestwert
Erfasst werden nur Torhüter, die mindestens 40 % der Gesamtspielzeit eines Teams absolviert haben. Sortiert nach Fangquote (Sv%).
| Spieler           | Team     | Sp | Min    | GT | SO | Sv%   | GTS  |
| ----------------- | -------- | -- | ------ | -- | -- | ----- | ---- |
| Benjamin Gaudreau | Kanada   | 5  | 300:00 | 11 | 0  | 91,91 | 2,20 |
| Carl Lindbom      | Schweden | 6  | 313:29 | 16 | 1  | 91,75 | 3,06 |
| Kaidan Mbereko    | USA      | 3  | 147:29 | 7  | 0  | 91,46 | 2,85 |
| Sergei Iwanow     | Russland | 6  | 364:23 | 16 | 0  | 91,26 | 2,63 |
| Zichan Tschajka   | Belarus  | 3  | 180:00 | 8  | 0  | 91,11 | 2,67 |

### Abschlussplatzierungen
| Pl. | Team        |
| --- | ----------- |
| 1   | Kanada      |
| 2   | Russland    |
| 3   | Schweden    |
| 4   | Finnland    |
| 5   | USA         |
| 6   | Belarus     |
| 7   | Tschechien  |
| 8   | Schweiz     |
| 9   | Lettland    |
| 10  | Deutschland |

### Meistermannschaften
| Weltmeister Kanada | Nolan Allan, Connor Bedard, Tyler Brennan, Corson Ceulemans, Brandt Clarke, Ethan Del Mastro, Benjamin Gaudreau, Dylan Guenther, Brett Harrison, Wyatt Johnston, Denton Mateychuk, Jack Matier, Mason McTavish, Thomas Milic, Brennan Othmann, Francesco Pinelli, Guillaume Richard, Conner Roulette, Logan Stankoven, Chase Stillman, Ryan Winterton, Shane Wright, Olen Zellweger, Danny Zhilkin Cheftrainer: Dave Barr |

| Silber Russland | Waleri Brinkman, Dmitri Butschelnikow, Artjom Duda, Alexander Figurin, Wsewolod Gaidamak, Kirill Gerassimjuk, Wladimir Grudinin, Gleb Iwanow, Sergei Iwanow, Ilja Iwanzow, Danila Jurow, Dmitri Katelewski, Arseni Koromyslow, Ilja Kwotschko, Daniil Lasutin, Nikolai Makarow, Iwan Mechowow, Iwan Miroschnitschenko, Matwei Mitschkow, Nikita Nowikow, Matwei Petrow, Prochor Poltapow, Wladislaw Sapunow, Fjodor Swetschkow, Nikita Tschibrikow Cheftrainer: Albert Leschtschow |

| Bronze Schweden | Simon Aho, Viggo Andrén, Oskar Asplund, Liam Dower Nilsson, Simon Edvinsson, Arvid Eljas, Simon Forsmark, Noah Hasa, Hugo Hävelid, Mattias Hävelid, Joel Holmli, Gabriel Kangas, Carl Lindbom, Fabian Lysell, Oliver Moberg, Anton Olsson, Noah Östlund, Ludwig Persson, Simon Robertsson, Isak Rosén, Elias Salomonsson, Albert Sjöberg, Victor Sjöholm, William Strömgren, Arvid Sundin Cheftrainer: Anders Eriksén |

### Auszeichnungen
Spielertrophäen
| Auszeichnung         | Spieler           | Team     |
| -------------------- | ----------------- | -------- |
| Wertvollster Spieler | Matwei Mitschkow  | Russland |
| Bester Torhüter      | Benjamin Gaudreau | Kanada   |
| Bester Verteidiger   | Aleksi Heimosalmi | Finnland |
| Bester Stürmer       | Matwei Mitschkow  | Russland |

All-Star-Team
| Angriff:      | Samu Tuomaala – Connor Bedard – Matwei Mitschkow |
| Verteidigung: | Aleksi Heimosalmi – Brandt Clarke                |
| Tor:          | Sergei Iwanow                                    |